# Якимов, Алексей Петрович
Алексе́й Петро́вич Яки́мов (24 января [6 февраля] 1914 — 10 марта 2006) — Герой Советского Союза (22 июля 1966), заслуженный лётчик-испытатель СССР (1960), полковник (1955).

## Биография
Родился 24 января (6 февраля) 1914 года в селе Верх-Яйва (фактически на Средне-Чаньвинском кордоне) Пермской губернии. Русский. Окончил 3 курса Уральского горного института.
В Красной Армии с августа 1934 года. В 1937 году окончил Оренбургскую военную авиационную школу лётчиков, был оставлен в ней лётчиком-инструктором. В марте-мае 1941 года — лётчик-инструктор Сталинградской военной авиационной школы лётчиков.
В 1941—1951 годах — лётчик-испытатель Лётно-исследовательского института (город Жуковский Московской области). В 1944 году выполнил первый полёт и в дальнейшем провёл испытания высотных истребителей ОКБ А. И. Микояна — И-222, И-225. Провёл испытания одного из лучших истребителей войны Ла-5, участвовал в испытаниях истребителей МиГ-3, И-220, И-250, бомбардировщика Ту-4 и других типов самолётов.
Участник Великой Отечественной войны: в июле-августе 1941 года — лётчик 2-й отдельной истребительной авиационной эскадрильи (ПВО города Москвы), совершил 11 боевых вылетов на истребителе МиГ-3.
В 1951—1954 годах — лётчик-испытатель ОКБ-30 (город Москва). Провёл испытания: новой радиолокационной станции на самолёте Ил-12Д, скоростного планёра-мишени, десантного варианта самолёта Ту-4, различных модификаций самолёта Ли-2.
В 1954—1971 годах — лётчик-испытатель ОКБ А. Н. Туполева (в 1960—1971 годах — начальник лётной службы). Выполнил первый полёт и затем провёл испытания пассажирского самолёта Ту-114 (в 1957 году) и реактивного пассажирского самолёта Ту-104Е (в 1960 году). Участвовал в испытаниях бомбардировщиков Ту-16, Ту-95 и других типов самолётов; провёл испытания по дозаправке в воздухе Ту-16 и Ту-95.
За мужество и героизм, проявленные при испытании новой авиационной техники, полковнику Якимову Алексею Петровичу Указом Президиума Верховного Совета СССР от 22 июля 1966 года присвоено звание Героя Советского Союза с вручением ордена Ленина и медали «Золотая Звезда».

Могила Якимова на Быковском кладбище Жуковского

С апреля 1971 года полковник А. П. Якимов — в запасе. Жил в городе Жуковский Московской области. Умер 10 марта 2006 года. Похоронен на Быковском кладбище в Жуковском.

## Награды
- Герой Советского Союза № 11269 (22.07.1966);
- два ордена Ленина (3.11.1959; 22.07.1966);
- орден Красного Знамени (5.11.1954);
- орден Отечественной войны 1-й степени (11.03.1985);
- орден Отечественной войны 2-й степени (29.04.1944);
- пять орденов Красной Звезды (20.09.1947; 31.07.1948; 15.11.1950; 12.07.1957; 31.07.1961);
- медаль «За боевые заслуги» (3.11.1944);
- другие медали.

## Почётные звания
- Заслуженный лётчик-испытатель СССР (20.09.1960).
- Почётный гражданин города Жуковский[2] (1998).

## Память

Мемориальная доска А. П. Якимову в Жуковском

- В Жуковском на доме, в котором он жил, установлена мемориальная доска.
- Его имя увековечено на мемориальной доске, установленной на здании горного университета в Екатеринбурге.